# Kill Fuck Die (singolo)
Kill Fuck Die è il ventiseiesimo singolo degli W.A.S.P..
Registrata nell'ottobre 1997, la canzone è stata pubblicata per la prima volta nell'omonimo album Kill Fuck Die dello stesso anno. Questo singolo è praticamente introvabile, avendo una tiratura di sole 3,333 copie.

## Tracce
1. Kill Fuck Die – 4:20

## Formazione
- Blackie Lawless – voce
- Chris Holmes – chitarra
- Mike Duda – basso
- Stet Howland – batteria